# Кловио, Джулио
Джорджио Джулио Кловио или Юрай Юлие Клович (итал. Giorgio Giulio Clovio, хорв. Juraj Julije Klović; 1498, Цриквеница, Королевство Хорватия — 5 января 1578, Рим) — художник эпохи итальянского Возрождения, живописец-миниатюрист хорватского происхождения.. За своё творчество получил прозвание «Микеланджело миниатюры».

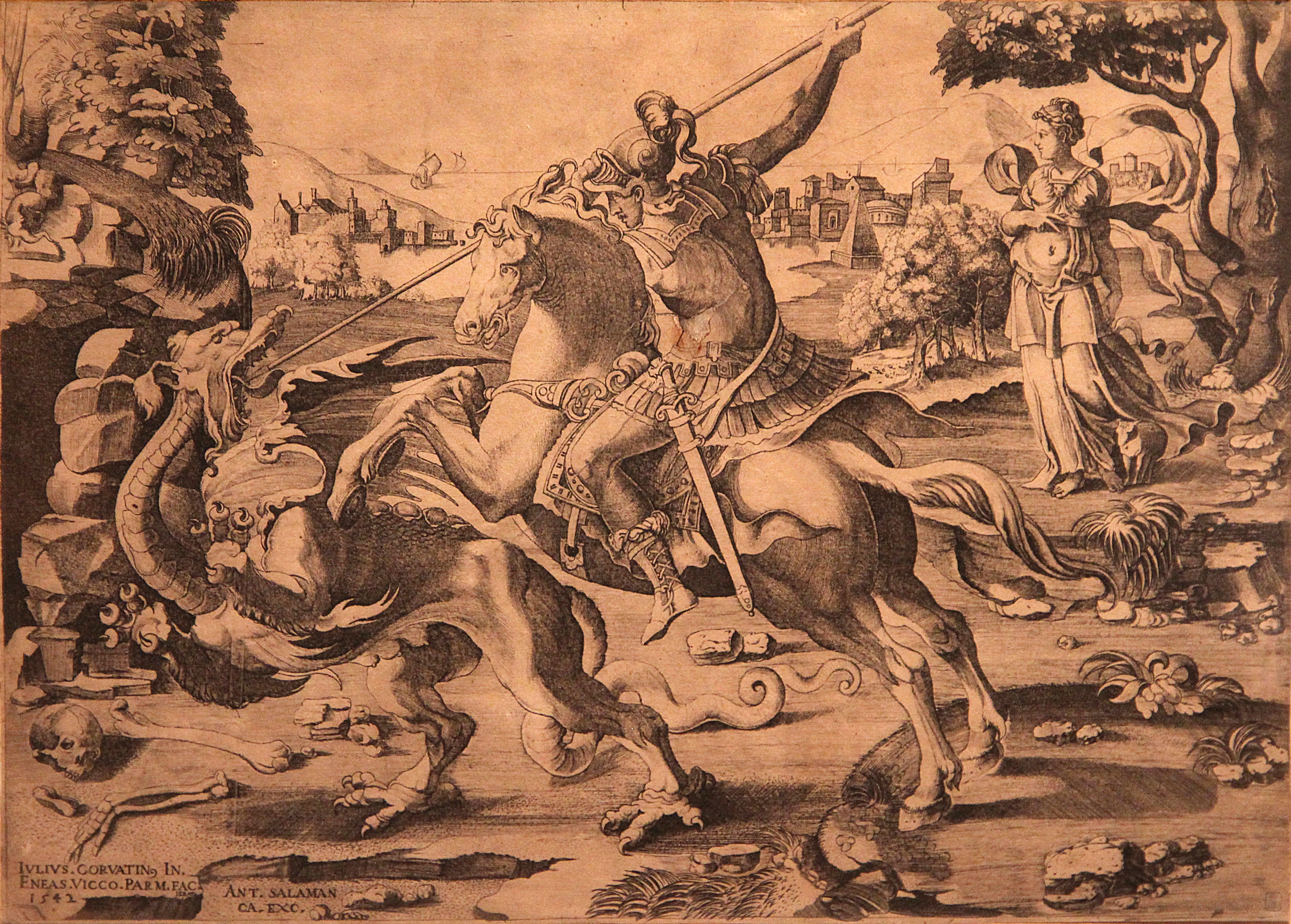
Святой Георгий сражается с драконом (26 x 36,4 см). 1522. Офорт Энеа Вико по рисунку Джулио Кловио. Королевская библиотека Бельгии, Брюссель

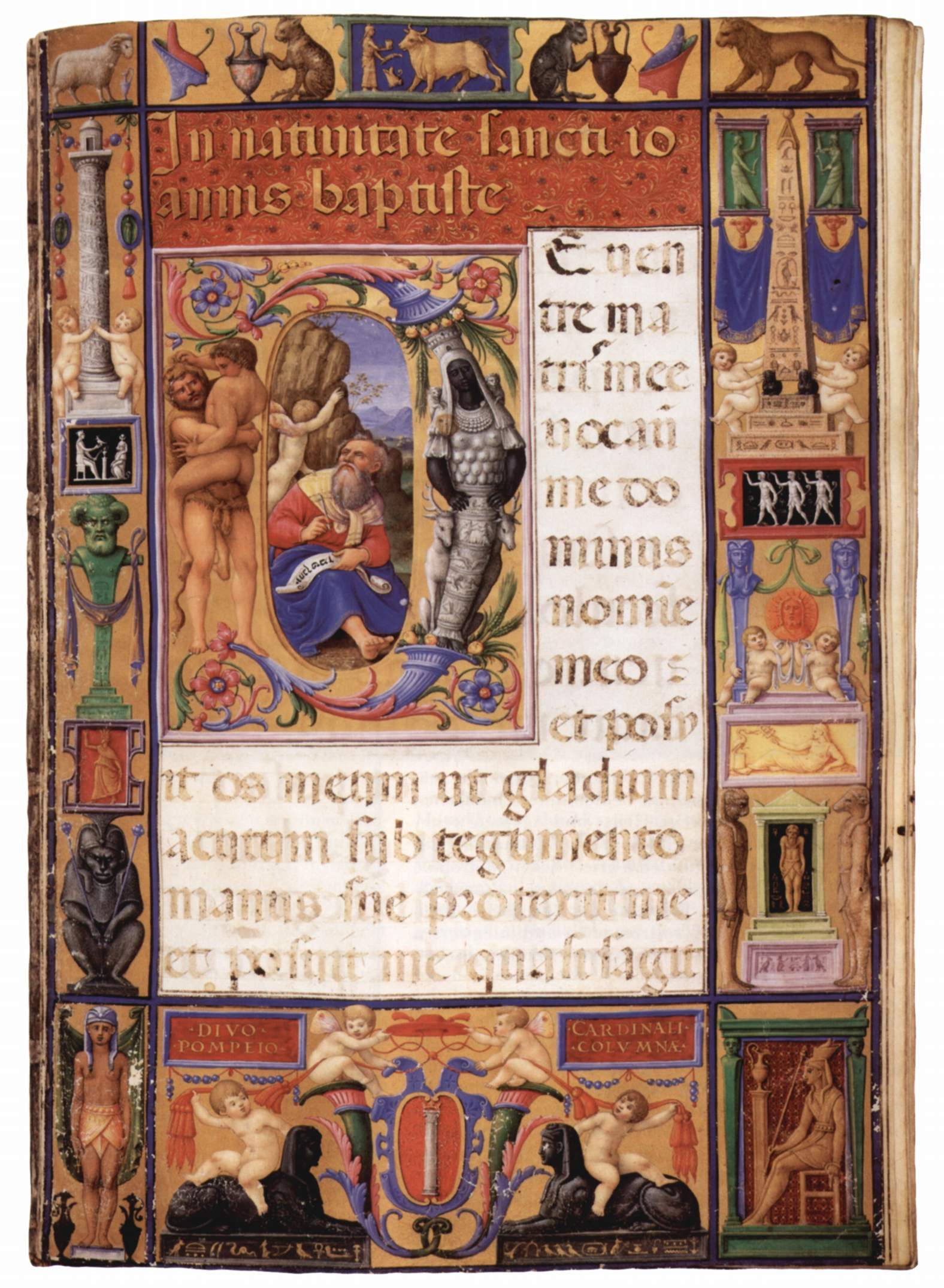
Призвание Иоанна. Миниатюра. Ок. 1532. Миссал кардинала Помпео Колонны. Пергамент. Библиотека университета Джона Райландса, Манчестер

## Биография
Джулио Кловио родился в Грижане (Grižane), деревне вблизи Цриквеницы, Королевство Хорватия, и был известен как Кловио Хорват (Clovio Croata). Его настоящее имя: Гловичич. Неизвестно, где он получил первое образование, но, возможно, в молодости изучал искусство миниатюрной живописи у монахов в Риеке на Новом базаре (Rijeka, Novi Bazar).
В 1516 году он переехал в Италию и поступил в дом кардинала Марино Гримани, где получил дальнейшее образование. Между 1516 и примерно 1523 годами Кловио, возможно в резиденции дяди последнего, кардинала Доменико Гримани в Риме. В этот ранний период Кловио учился живописи у Джулио Романо.
К 1524 году Кловио находился в Буде, при венгерском дворе короля Людовика II, для которого он написал «Суд Париса» и «Лукрецию». После смерти Людовика в битве при Мохаче Кловио отправился в Рим, где продолжил свою деятельность.
После 1527 года он посетил несколько монастырей регулярных каноников Святого Августина. В 1534 году Кловио вернулся в дом кардинала Марино Гримани. Год спустя Кловио, возможно, последовал за Марино, когда тот был назначен папским легатом в Перудже, где, как полагают, Кловио работал над иллюстрациями к рукописи Соана, написанной Марино Гримани примерно в то время. Кловио, вероятно, вернулся в Рим к концу 1538 года, когда, как известно, он встретился с художником и историком искусства Франсиско де Олландой.
Позднее Кловио стал членом семьи Алессандро Фарнезе, с которым он был связан до своей смерти. Именно во время работы с Фарнезе Кловио создал один из своих шедевров — «Часослов Фарнезе».
Другие известные работы этого периода включают иллюстрации к «Лекционарио Таунли» (Towneley Lectionary).
Известно, что с 1551 по 1553 год Кловио работал во Флоренции. За это время он написал миниатюрный портрет Элеоноры Толедской (Англия, аббатство Уэлбек).
Кловио был другом молодого Эль Греко, знаменитого в будущем греческого художника, который позднее работал в Испании. Эль Греко написал два портрета Кловио; на одном изображены четыре художника, которых он считал своими учителями; на этом портрете Кловио стоит бок о бок с Микеланджело, Тицианом и Рафаэлем. Другим другом Кловио в Риме стал Питер Брейгель Старший, который в 1553 году останавливался в Риме во время своей итальянской поездки. Брейгель выполнил небольшой медальон с изображением кораблей во время шторма на миниатюре Кловио «Страшный суд» (Нью-йоркская публичная библиотека).
Джулио Кловио скончался в Риме 5 января 1578 года. Он был захоронен в базилике Сан-Пьетро-ин-Винколи, церкви, в которой находится знаменитый «Моисей» работы Микеланджело.
В 1998 году Хорватия отметила 500-летие со дня его рождения. В память об этом Национальный банк Хорватии выпустил специальную серебряную монету номиналом 200 кун. В Дривенике установлен памятник Кловио. Правительство Хорватии приобрело картину Кловио «Страшный суд», которую ранее художник подарил папе Клименту VII. В 2006 году Бернардин Модрич выпустил свой фильм «Евангелие от Кловича». Ватикан отметил эту годовщину почтовыми марками.

## Творчество
Джулио Кловио удалось перенести стиль итальянской живописи Высокого Возрождения в искусство миниатюры. Расцвет его таланта наступил в Риме благодаря изучению творчества Микеланджело. В «Вечном городе» он прославился миниатюрами, которыми, по заказу владетельных особ, знатных лиц и богатых монастырей, украшал молитвенники, богослужебные книги и другие рукописи.
Его главные произведения, помимо «Часослова Фарнезе»: «Распятие с предстоящей Марией Магдалиной» (в галерее Палаццо Питти, Флоренция), «Богоматерь, оплакивающая Спасителя, снятого с креста» (в галерее Уффици, Флоренция), «Сцены из жизни императора Карла V» (в Британском музее, Лондон), иллюстрации к «Божественной Комедии» Данте (Ватиканская апостольская библиотека).
Кловио иллюминировал комментарий Марино Гримани к «Посланию Святого Павла к римлянам». Эта работа теперь находится в Музее сэра Джона Соуна в Лондоне. Комментарий состоит из 130 пергаментов. В комплект входят две большие миниатюры, а также богато украшенные бордюры. Миниатюры изображают обращение Святого Павла.